# Voleibol nos Jogos Olímpicos de Verão de 1964 - Masculino
O torneio masculino de voleibol nos Jogos Olímpicos de Verão de 1964 foi realizado no Yokohama Cultural Gymnasium e no Komazawa Volleyball Courts, Tóquio, entre 13 e 23 de outubro e organizado pela Federação Internacional de Voleibol (FIVB) em conjunto com o Comitê Olímpico Internacional (COI).

## Medalhistas
A União Soviética foi campeã olímpica de voleibol, enquanto a Checoslováquia conquistou a medalha de prata. O Japão completou o pódio ao final em terceiro lugar na classificação final.
|  | URS União Soviética |  | TCH Checoslováquia |  | JPN Japão |
|  | Ivans Bugajenkovs Nikolay Burobin Yury Chesnokov Vazha K'ach'arava Valery Kalachikhin Vitaly Kovalenko Staņislavs Lugailo Georgy Mondzolevsky Yuriy Poyarkov Eduard Sibiryakov Yury Vengerovsky Dmitry Voskoboynikov |  | Milan Čuda Bohumil Golián Zdeněk Humhal Petr Kop Josef Labuda Josef Musil Karel Paulus Boris Perušič Pavel Schenk Václav Šmídl Josef Šorm Ladislav Toman |  | Katsutoshi Nekoda Masayuki Minami Naohiro Ikeda Sadatoshi Sugahara Teruhisa Moriyama Toshiaki Kosedo Tokihiko Higuchi Tsutomu Koyama Yasutaka Sato Yutaka Demachi Yūzo Nakamura Takeshi Tokutomi |

## Qualificação
| Torneio de qualificação          | Data                                | Sede            | Vagas | Qualificados        |  |
| -------------------------------- | ----------------------------------- | --------------- | ----- | ------------------- |  |
| País-sede                        | 26 de maio de 1959                  | Munique         | 1     | Japão               |  |
| Campeonato Mundial de 1962       | 13–26 de outubro de 1962            | União Soviética | 1     | União Soviética     |  |
| Campeonato Mundial de 1962       | 13–26 de outubro de 1962            | União Soviética | 1     | Checoslováquia      |  |
| Campeonato Mundial de 1962       | 13–26 de outubro de 1962            | União Soviética | 1     | Romênia             |  |
| Qualificação da África           | Dezembro de 1963                    | Alexandria      | 1     | Marrocos · Bulgária |  |
| Qualificação da Ásia             | 22–30 de dezembro de 1963           | Nova Delhi      | 1     | Coreia do Sul       |  |
| Campeonato Europeu de 1963       | 21 de outubro–2 de novembro de 1963 | Roménia         | 1     | Hungria             |  |
| Jogos Pan-americanos de 1963     | 21 de abril–3 de maio de 1963       | São Paulo       | 1     | Estados Unidos      |  |
| Jogos Pan-americanos de 1963     | 21 de abril–3 de maio de 1963       | São Paulo       | 1     | Brasil              |  |
| Qualificação da Europa Ocidental | Janeiro de 1964                     | Bruxelas        | 1     | Países Baixos       |  |
| Total                            |                                     |                 | 10    |                     |  |

## Tabela
Todas as equipes se enfrentaram entre si na forma de pontos corridos.
|     |                 |     | Jogos | Jogos | Jogos | Resultados | Resultados | Resultados | Resultados | Resultados | Resultados | Sets | Sets | Sets  | Pontos | Pontos | Pontos |
| Pos | Equipe          | Pts | T     | V     | D     | 3–0        | 3–1        | 3–2        | 2–3        | 1–3        | 0–3        | V    | P    | R     | V      | P      | R      |
| --- | --------------- | --- | ----- | ----- | ----- | ---------- | ---------- | ---------- | ---------- | ---------- | ---------- | ---- | ---- | ----- | ------ | ------ | ------ |
| 1   | União Soviética | 23  | 9     | 8     | 1     | 7          | 0          | 1          | 0          | 1          | 0          | 25   | 5    | 5,000 | 415    | 279    | 1.487  |
| 2   | Checoslováquia  | 23  | 9     | 8     | 1     | 3          | 3          | 2          | 1          | 0          | 0          | 26   | 10   | 2.600 | 486    | 399    | 1.218  |
| 3   | Japão           | 20  | 9     | 7     | 2     | 2          | 4          | 1          | 0          | 1          | 1          | 22   | 12   | 1.833 | 475    | 372    | 1.277  |
| 4   | Romênia         | 16  | 9     | 6     | 3     | 2          | 2          | 2          | 0          | 1          | 2          | 19   | 15   | 1.267 | 432    | 394    | 1.096  |
| 5   | Bulgária        | 16  | 9     | 5     | 4     | 2          | 2          | 1          | 2          | 1          | 1          | 20   | 16   | 1.250 | 464    | 429    | 1.082  |
| 6   | Hungria         | 13  | 9     | 4     | 5     | 2          | 1          | 1          | 2          | 2          | 1          | 18   | 18   | 1,000 | 410    | 466    | 0.880  |
| 7   | Brasil          | 9   | 9     | 3     | 6     | 0          | 1          | 2          | 2          | 0          | 4          | 13   | 23   | 0.565 | 410    | 474    | 0.865  |
| 8   | Países Baixos   | 6   | 9     | 2     | 7     | 0          | 1          | 1          | 1          | 3          | 3          | 11   | 24   | 0.458 | 378    | 482    | 0.784  |
| 9   | Estados Unidos  | 6   | 9     | 2     | 7     | 1          | 0          | 1          | 1          | 2          | 4          | 10   | 23   | 0.435 | 360    | 450    | 0.800  |
| 10  | Coreia do Sul   | 3   | 9     | 0     | 9     | 0          | 0          | 0          | 3          | 3          | 3          | 9    | 27   | 0.333 | 376    | 500    | 0.752  |

Ordenamento da classificação: 1) Número de vitórias; 2) Pontos; 3) Razão de sets; 4) Razão de pontos; 5) Confronto direto.
- 13 de Outubro

|                 |     |               |                              |  |
| Estados Unidos  | 3-0 | Países Baixos | 15-10 15-13 15-6             |  |
| Tchecoslováquia | 3-2 | Hungria       | 15-10 12-15 13-15 15-9 15-10 |  |
| Bulgária        | 3-0 | Brasil        | 16-14 15-10 15-8             |  |
| União Soviética | 3-0 | Roménia       | 15-8 15-10 15-9              |  |
| Japão           | 3-0 | Coreia do Sul | 17-15 15-8 15-3              |  |

- 14 de Outubro

|                 |     |               |                              |  |
| União Soviética | 3-0 | Países Baixos | 15-8 15-3 15-11              |  |
| Roménia         | 3-0 | Brasil        | 15-6 15-5 15-5               |  |
| Estados Unidos  | 3-2 | Coreia do Sul | 16-14 4-15 4-15 15-10 15-11  |  |
| Hungria         | 3-0 | Japão         | 15-12 15-8 15-12             |  |
| Tchecoslováquia | 3-2 | Bulgária      | 15-13 13-15 15-11 7-15 15-11 |  |

- 15 de Outubro

|                 |     |                |                              |  |
| Roménia         | 3-2 | Bulgária       | 15-6 11-15 5-15 15-13 15-8   |  |
| União Soviética | 3-0 | Coreia do Sul  | 15-7 15-5 15-6               |  |
| Tchecoslováquia | 3-1 | Japão          | 9-15 15-13 15-12 15-13       |  |
| Países Baixos   | 3-2 | Brasil         | 14-16 15-11 15-12 6-15 16-14 |  |
| Hungria         | 3-0 | Estados Unidos | 15-12 15-13 15-8             |  |

- 17 de Outubro

|                 |     |                |                        |  |
| Japão           | 3-1 | Bulgária       | 15-10 12-15 15-6 15-10 |  |
| Tchecoslováquia | 3-0 | Estados Unidos | 15-7 15-13 16-14       |  |
| Roménia         | 3-0 | Países Baixos  | 15-9 15-6 15-13        |  |
| União Soviética | 3-0 | Hungria        | 15-9 15-13 15-11       |  |
| Brasil          | 3-1 | Coreia do Sul  | 15-12 15-8 14-16 16-14 |  |

- 18 de Outubro

|                 |     |                 |                              |  |
| Roménia         | 3-2 | Coreia do Sul   | 15-9 14-16 8-15 15-9 15-9    |  |
| Brasil          | 3-2 | Hungria         | 15-4 13-15 11-15 16-14 15-11 |  |
| União Soviética | 3-2 | Tchecoslováquia | 15-9 15-8 5-15 10-15 15-7    |  |
| Bulgária        | 3-0 | Países Baixos   | 15-11 8-15 15-8 14-16 15-8   |  |
| Japão           | 3-1 | Estados Unidos  | 15-12 15-10 13-15 15-11      |  |

- 19 de Outubro

|               |     |                 |                        |  |
| Bulgária      | 3-0 | Estados Unidos  | 15-9 15-13 15-7        |  |
| Países Baixos | 3-1 | Coreia do Sul   | 13-15 15-7 16-14 15-8  |  |
| Japão         | 3-1 | União Soviética | 14-16 15-5 15-8 15-10  |  |
| Chéquia       | 3-0 | Brasil          | 15-5 15-6 15-10        |  |
| Roménia       | 3-1 | Hungria         | 15-6 12-15 15-10 16-14 |  |

- 21 de Outubro

|                 |     |                |                             |  |
| Japão           | 3-2 | Brasil         | 15-12 15-9 12-15 7-15 15-11 |  |
| Bulgária        | 3-1 | Coreia do Sul  | 15-4 12-15 15-11 15-9       |  |
| Tchecoslováquia | 3-1 | Roménia        | 15-11 7-15 15-12 15-12      |  |
| Hungria         | 3-1 | Países Baixos  | 15-4 8-15 15-11 15-12       |  |
| União Soviética | 3-0 | Estados Unidos | 15-6 15-5 15-4              |  |

- 22 de Outubro

|                 |     |                |                            |  |
| Hungria         | 3-2 | Coreia do Sul  | 17-15 6-15 13-15 15-8 15-6 |  |
| Tchecoslováquia | 3-1 | Países Baixos  | 10-15 15-10 15-9 15-6      |  |
| Brasil          | 3-2 | Estados Unidos | 5-15 11-15 15-9 15-6 15-9  |  |
| Japão           | 3-0 | Roménia        | 15-6 15-9 15-8             |  |
| União Soviética | 3-0 | Bulgária       | 15-2 16-14 15-13           |  |

- 23 de Outubro

|                 |     |                |                        |  |
| União Soviética | 3-0 | Brasil         | 15-7 15-6 15-9         |  |
| Tchecoslováquia | 3-0 | Coreia do Sul  | 15-1 15-7 15-9         |  |
| Bulgária        | 3-1 | Hungria        | 15-9 15-12 12-15 15-8  |  |
| Japão           | 3-1 | Países Baixos  | 15-17 15-4 15-8 15-5   |  |
| Roménia         | 3-1 | Estados Unidos | 11-15 15-9 15-11 15-13 |  |

## Classificação final
Esta foi a classificação final do torneio:
| Pos.              | Equipe          |
| ----------------- | --------------- |
| Medalha de ouro   | União Soviética |
| Medalha de prata  | Checoslováquia  |
| Medalha de bronze | Japão           |
| 4                 | Romênia         |
| 5                 | Bulgária        |
| 6                 | Hungria         |
| 7                 | Brasil          |
| 8                 | Países Baixos   |
| 9                 | Estados Unidos  |
| 10                | Coreia do Sul   |